# Helena Mallotová
Helena Mallotová (* 26. října 1944 Praha) je česká politička, počátkem 21. století poslankyně Poslanecké sněmovny za ODS.

## Biografie
Absolvovala SVVŠ a dvouletou nástavbu Střední knihovnické školy, následně vystudovala obor germanistika a finština na Filozofické fakultě Univerzity Karlovy. Působila jako cizojazyčná redaktorka a překladatelka. Před rokem 1989 pracovala ve vydavatelství, které publikovalo knihy pro zahraniční čtenáře. Od roku 1978 bydlí ve čtvrti Praha 12. Je vdaná, má dvě dospělé děti. Do ODS vstoupila v roce 1996.
V komunálních volbách roku 1998 a komunálních volbách roku 2002 neúspěšně kandidovala za ODS do zastupitelstva městské části Praha 12. Zvolena sem byla v komunálních volbách roku 2006 a neúspěšně se o obhajobu mandátu pokoušela v komunálních volbách roku 2010. Profesně se k roku 1998 a 2010 uvádí jako překladatelka, k roku 2002 a 2006 coby poslankyně.
Ve volbách v roce 2002 byla zvolena do poslanecké sněmovny za ODS (volební obvod Praha). Byla členkou sněmovního zahraničního výboru (v letech 2004–2006 i jeho místopředsedkyní). Poslanecký mandát obhájila ve volbách v roce 2006. Byla členkou zahraničního výboru a místopředsedkyní petičního výboru. Ve sněmovně setrvala do voleb v roce 2010. V roce 2004 taky krátce, do voleb do Evropského parlamentu, zasedala jako kooptovaný poslanec EP, než se mandátu ujali řádně zvolení poslanci za Českou republiku. Ve volbách do EP v roce 2004 kandidovala za ODS, ale nebyla zvolena.